# Cleethorpes
Cleethorpes (prononcé en anglais : /ˌkliːθɒrps/) est une ville côtière d'Angleterre, située dans le North East Lincolnshire, au point où l'estuaire de l'Humber joigne la Mer du Nord. La population comptait 37 359 habitants en 2021.

## Étymologie
Le toponyme est en partie, mais pas complètement, identique avec Clitourps en Normandie. Le préfixe est issu du vieil anglais clǣg « argile » qui est écrit « clay » en anglais moderne. Le suffixe, pourtant, est aussi le pluriel de thorp « ferme (isolée), groupe de fermes isolées, village », d'où le sens global de « groupe de fermes ».

## Histoire
Originellement un petit port de pêche, vers 1830 Cleethorpes devint une station balnéaire et sa population augmenta en taille.
Depuis 1996, la ville a été administrée avec Grimsby à l'ouest.